# Mongoliska köket

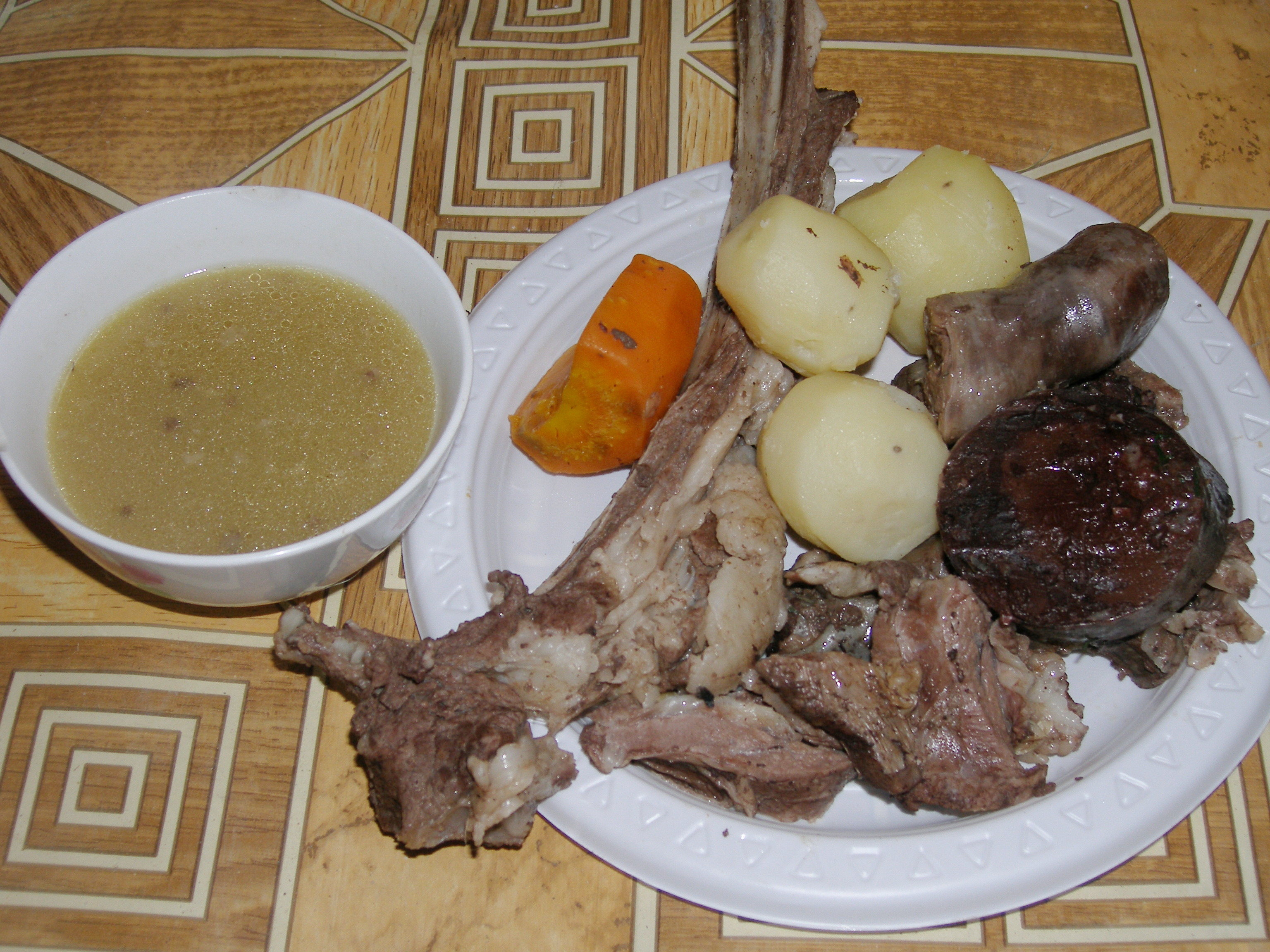
En mongolisk gryta.

Mongoliska köket är påverkat av det extremt kontinentala klimatet och består huvudsakligen av mjölkprodukter, kött och animaliska fetter. Grönsaks- och kryddanvändning är begränsad i matlagningen till skillnad från köken i de mer tropiska delarna av Asien. Mongoliska köket anses därför ha en mild smak. På grund av de djupa geografiska och historiska relationerna med Kina och Ryssland är köket påverkat av de länderna.

## Drycker

### Airag
Airag, eller fermenterad stomjölk, är den dryck som bäst symboliserar Mongoliet. Airag är gjord av jäst stomjölk blandad med mjölk som jäst året innan i en stor påse av kohud (khökhüür). Detta ger en syrlig smak. Airag är mycket uppfriskande och innehåller bara 2 till 3 procent alkohol. Airag förbereds under hela juni. Den nya airagen måste vara redo till Naadam, den viktigaste mongoliska festivalen. Då dricker mongolerna den i stora mängder.

### Suutei tsai
Suutei tsai, eller te med mjölk, är den mest konsumerade drycken i Mongoliet. Suutei tsai tillverkas av komjölk blandad med vatten och svarta teblad. Den är lätt saltad och är ibland bas för en soppa, till exempel banshtai tsai, te med ravioli.

### Arkhi
Arkhi, eller mjölkvodka, är den mongoliska traditionella vodkan. Den är destillerad med jäst tarag (komjölksyoghurt). Ju mer yoghurt man använder, desto högre blir alkoholhalten, cirka 15 till 20 procent. Denna vodka tillverkas vanligtvis på sommaren. Mongolerna dricker den när den fortfarande är varm, direkt efter destilleringen.

### Vodka
Vodka är inte en traditionell dryck, eftersom den importerades av ryssar under kommunisttiden, men den är idag landets mest konsumerade dryck. Varje mongol dricker cirka två flaskor per månad, och landet har hundratals destillerier. Den mongoliska vodkan är gjord på vete, och det finns många sorter. Mest kända är Black Chinggis, Gold Chinggis, Bolor, Soyombo eller Khar Suvd. Alkoholhalten är cirka 36 procent.

## Galleri

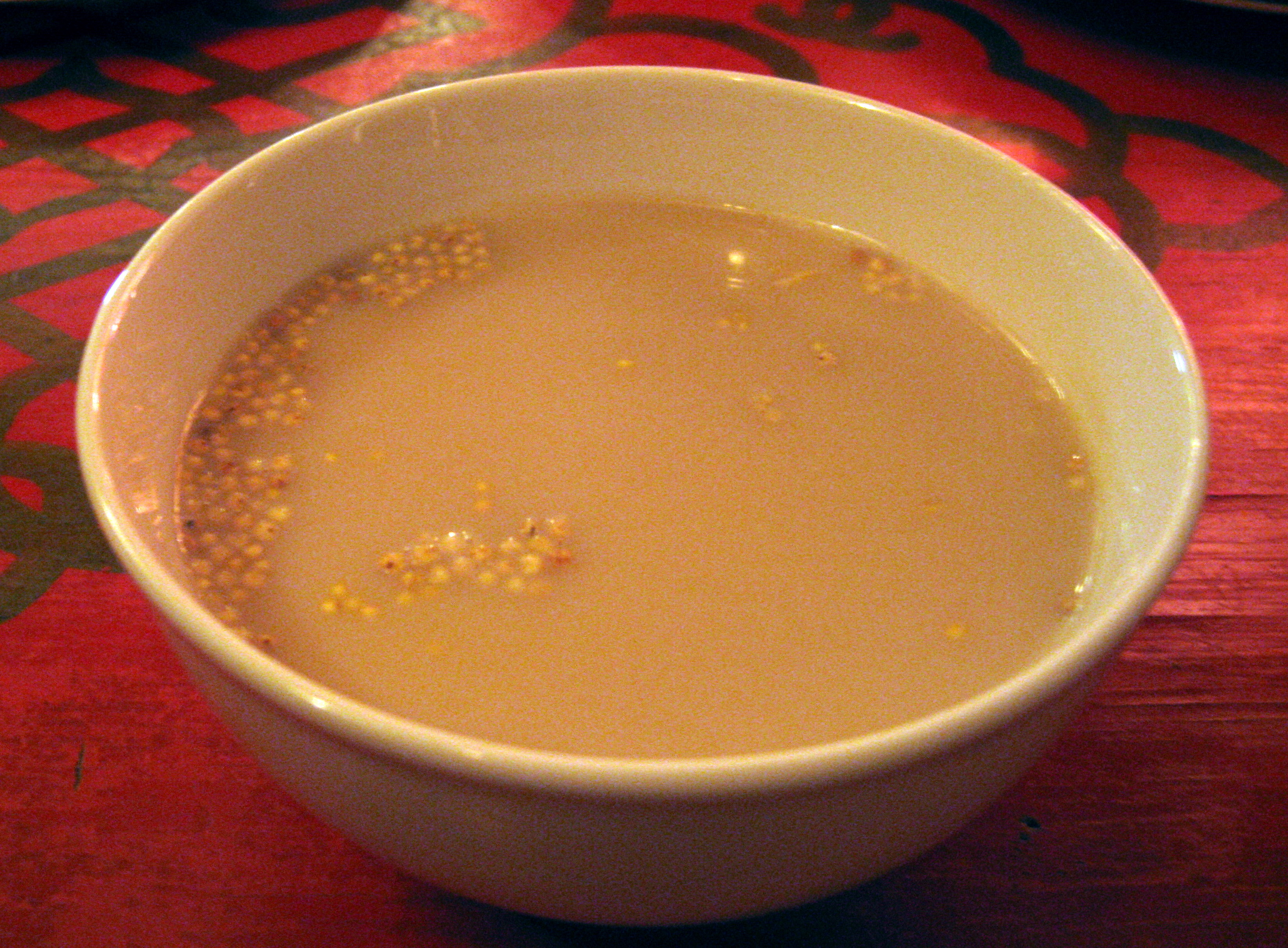
Süütei Tsai, saltat te med mjölk.
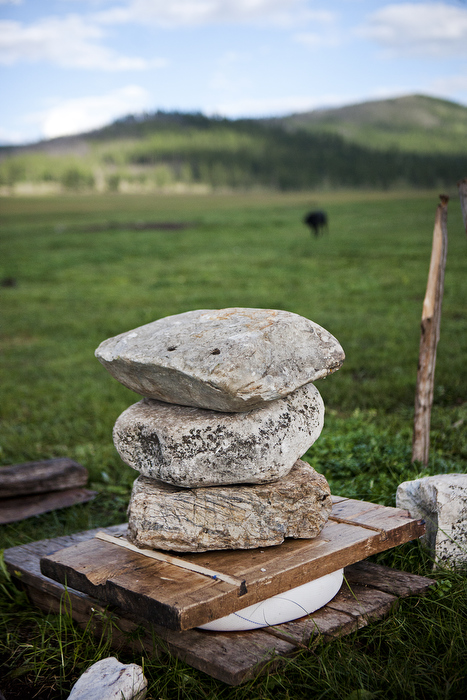
Tre stora stenar som används för att pressa ut vätskan från en ost, provinsen Chövsgöl.
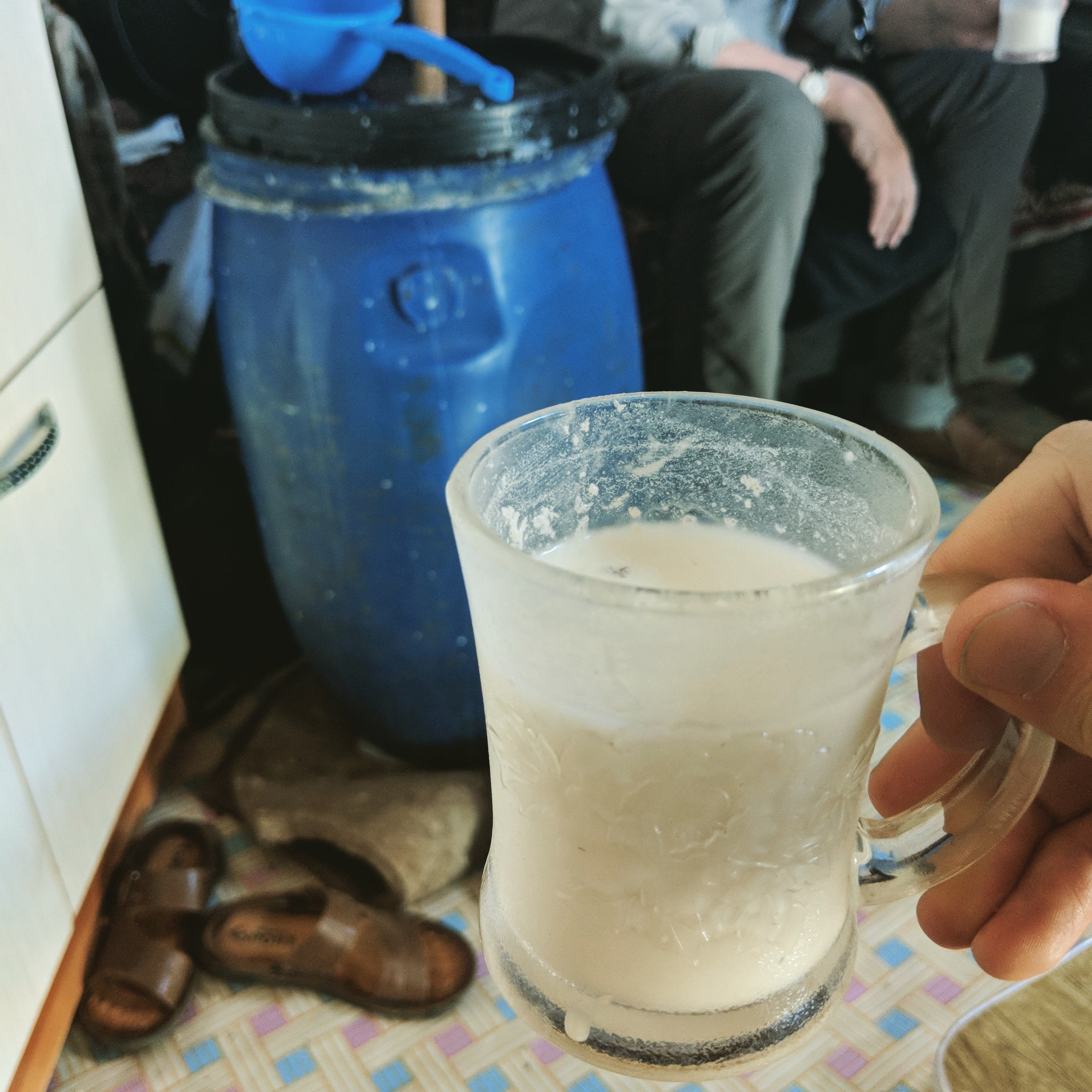
Ett glas airag framför en tunna av plast som används för tillagningen av teet.
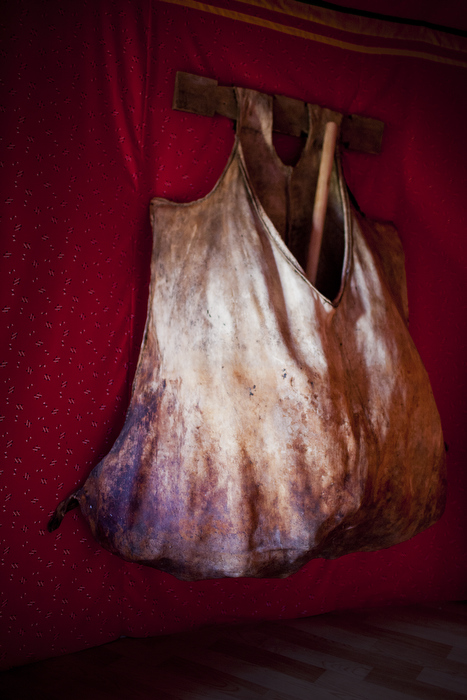
Läderpåse som används när drycken airag jäses på det traditionella sättet.
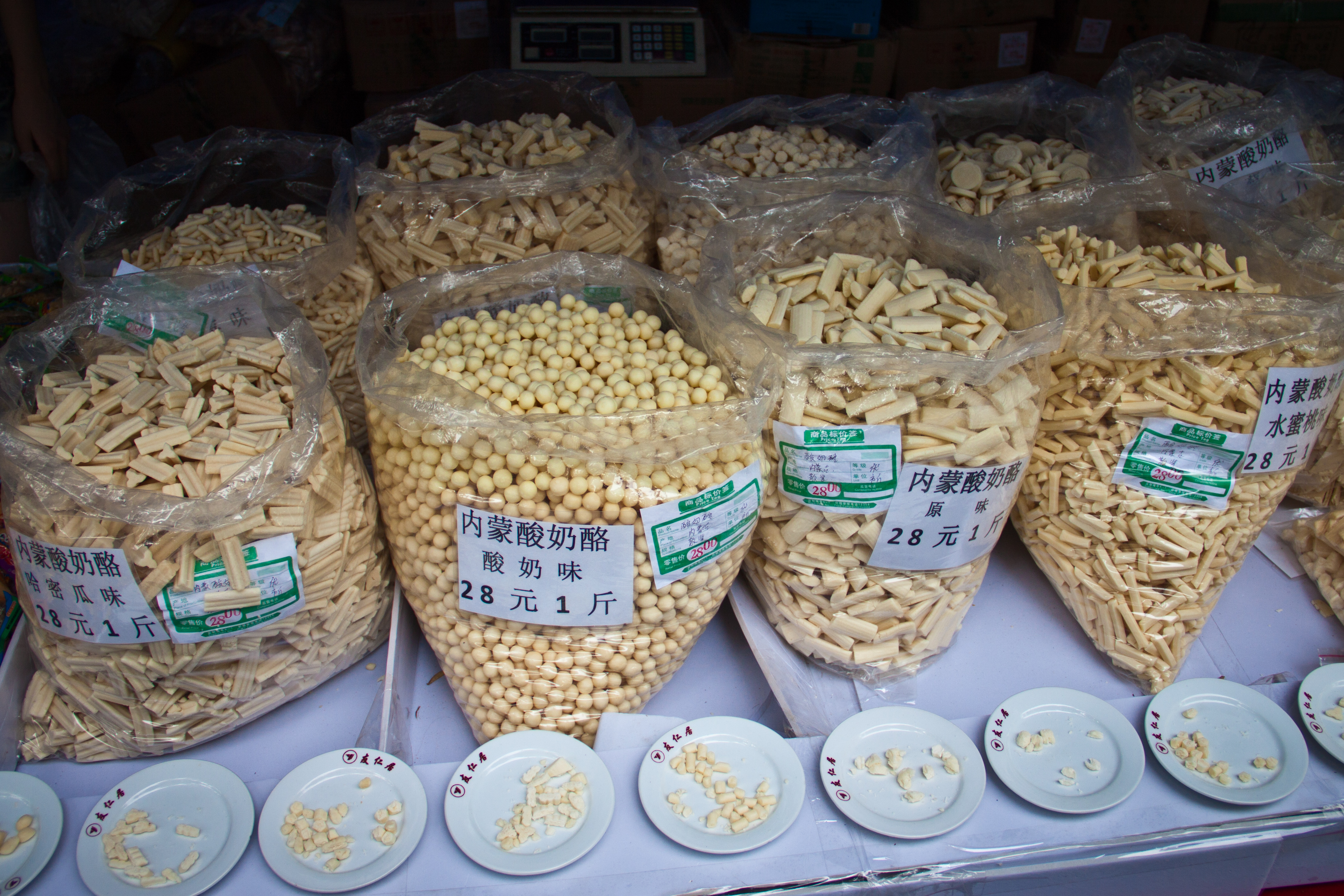
Olika typer av godsaker gjorda av mongolisk surmjök.
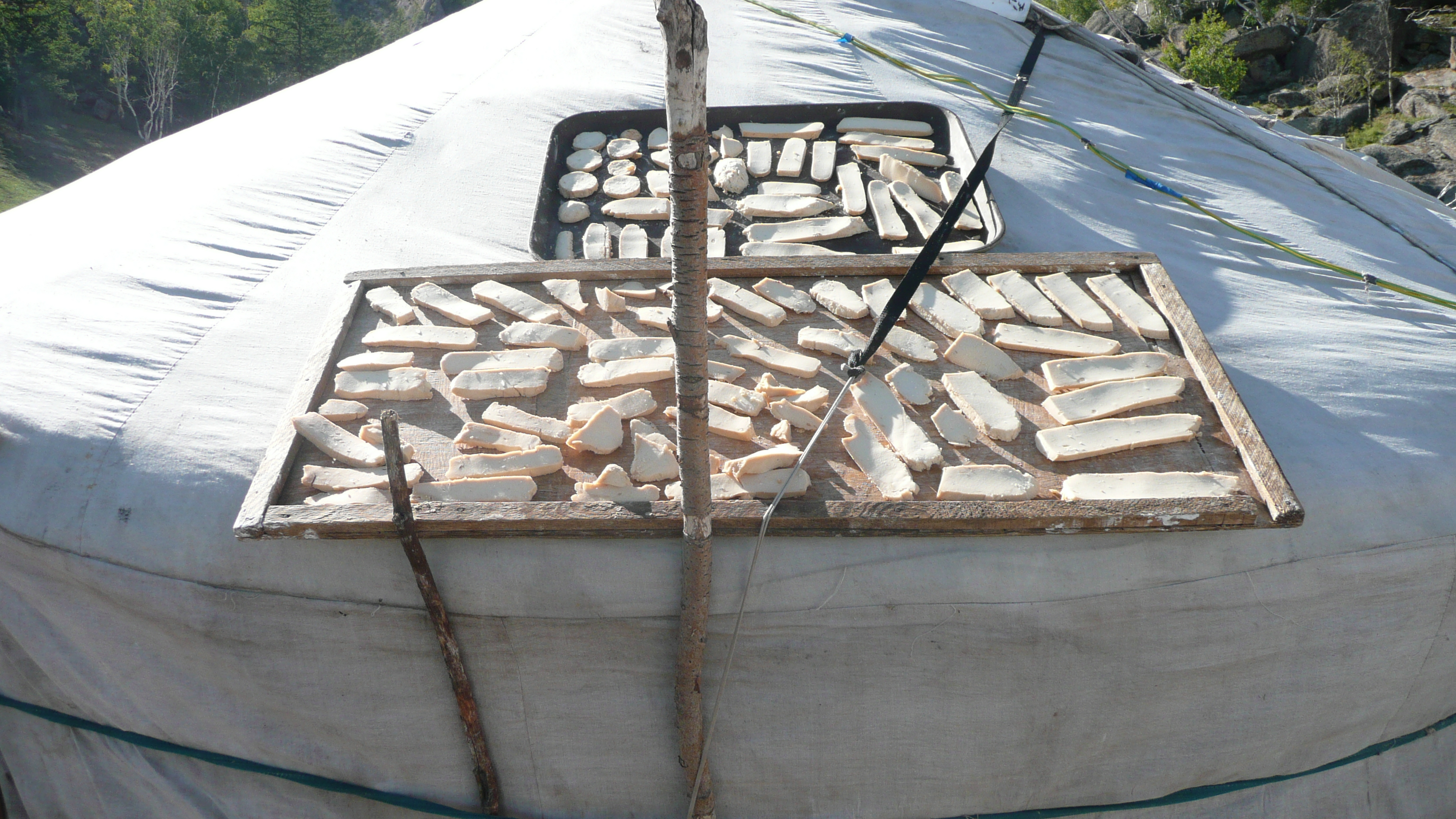
Aaruul under torkning ovanpå ett redskap som konstruerats för detta ändamål.